# Trattato di Lisbona
Il Trattato di Lisbona, noto anche come Trattato di riforma e ufficialmente Trattato di Lisbona che modifica il trattato sull'Unione Europea e il trattato che istituisce la Comunità europea, è uno dei trattati dell'Unione Europea, firmato il 13 dicembre 2007 ed entrato ufficialmente in vigore il 1º dicembre 2009, che ha apportato ampie modifiche al Trattato sull'Unione europea e al Trattato che istituisce la Comunità europea. Rispetto al precedente Trattato, quello di Nizza, esso abolisce i cosiddetti "tre pilastri", provvede al riparto di competenze tra Unione e Stati membri, rafforza il principio democratico e la tutela dei diritti fondamentali, anche attraverso l'attribuzione alla Carta di Nizza del medesimo valore giuridico dei trattati.

## Descrizione

### La Costituzione europea
Il trattato fu redatto per sostituire la Costituzione Europea bocciata dal "no" dei referendum francese e olandese del 2005.
L'intesa è arrivata dopo due anni di "periodo di riflessione" ed è stata preceduta dalla Dichiarazione di Berlino del 25 marzo 2007, in occasione dei 50 anni dell'Europa unita, nella quale la cancelliera tedesca Angela Merkel come Presidente del Consiglio Europeo, il Presidente del Parlamento Europeo Hans-Gert Pöttering e il Presidente della Commissione Europea José Manuel Durão Barroso, esprimevano la volontà di sciogliere il nodo entro pochi mesi, al fine di consentire l'entrata in vigore di un nuovo trattato nel 2009 (anno delle elezioni del nuovo Parlamento Europeo).
Nello stesso periodo nasce a tal fine il cosiddetto "Gruppo Amato", chiamato ufficialmente "Comitato d'azione per la democrazia europea" (in inglese "Action Committee for European Democracy" o ACED) e sostenuto dalla Commissione europea (che ha inviato due suoi rappresentanti alle riunioni), con il mandato non ufficiale di prospettare una riscrittura della Costituzione basata sui criteri che erano emersi durante le consultazioni della Presidenza tedesca con le varie cancellerie europee.
Il risultato è stato presentato il 4 giugno 2007: il nuovo testo presentava in 70 articoli e 12 800 parole circa le stesse innovazioni della Costituzione (che aveva 448 articoli e 63 000 parole) diventando così il punto di riferimento per i negoziati.
Il Consiglio europeo di Bruxelles, sotto la presidenza tedesca, il 23 giugno 2007 raggiunse l'accordo sul nuovo Trattato di riforma.

### Contenuti
Il trattato di revisione di diritto internazionale recepisce gran parte delle innovazioni contenute nella Costituzione europea, conferma la forma di unione pattizia di Stati sovrani, in un'ottica di continuità con i trattati modificati, eliminando alcuni elementi in essa contenuti. Rispetto a quel testo, sono state approvate a Bruxelles le seguenti modifiche:
- non si è arrivati a redigere un unico trattato (come la Costituzione europea), ma sono stati riformati i vecchi trattati. Il Trattato di riforma ha modificato quindi il Trattato sull'Unione europea (TUE) e il Trattato che istituisce la Comunità europea (TCE). Il primo ha mantenuto il suo titolo attuale mentre il secondo è stato ridenominato "Trattato sul funzionamento dell'Unione europea" (TFUE). Ad essi vanno aggiunti la Carta dei diritti fondamentali dell'Unione europea e il Trattato Euratom (quest'ultimo non era stato integrato nella Costituzione europea);
- è stato tolto ogni riferimento esplicito alla natura costituzionale nel testo: sono stati eliminati i simboli europei e si è ritornati alla vecchia nomenclatura per gli atti dell'UE; come denominazione degli atti normativi unionali tornano quindi le parole "regolamenti" e "direttive" (al posto delle "leggi europee" e "leggi quadro europee");
- è stata confermata la figura del presidente del Consiglio europeo non più a rotazione e per un mandato semestrale ma con elezione a maggioranza qualificata dal Consiglio europeo per un mandato di due anni e mezzo, rinnovabile una volta;
- il "ministro degli Esteri" europeo è stato ridenominato Alto rappresentante dell'Unione per gli affari esteri e la politica di sicurezza, benché con i poteri rafforzati indicati nella vecchia Costituzione: sarà anche vicepresidente della Commissione europea (Servizio europeo per l'azione esterna);
- vengono meglio delimitate le competenze dell'UE e degli Stati membri, esplicitando che il "travaso di sovranità" può avvenire sia in un senso (dai Paesi all'UE, come è sempre avvenuto) che nell'altro (dall'UE ai Paesi);
- il nuovo metodo decisionale della "doppia maggioranza" è stato fatto entrare in vigore dal 2014 e, a pieno regime, dal 2017;
- aumentano i poteri dei Parlamenti nazionali che hanno più tempo per esaminare i regolamenti e le direttive;
- la Carta dei diritti fondamentali dell'Unione europea non è integrata nel Trattato, ma vi è un riferimento ad essa. Il Regno Unito ha ottenuto una "clausola di esclusione" ("opt-out") per non applicarla sul suo territorio al fine di preservare il Common law. Lo stesso è stato concesso alla Polonia ma con l'elezione a premier di Donald Tusk quest'ultimo si è impegnato a non far valere l'"opt-out" ottenuto. Anche la Repubblica Ceca ha richiesto e ottenuto, poco prima della ratifica, l'opt-out;
- il Regno Unito e l'Irlanda hanno ottenuto (per chiunque lo voglia utilizzare) un meccanismo ("opt-out") per essere esentati da decisioni a maggioranza nel settore "Giustizia e affari interni";
- viene specificato che la PESC ha un carattere specifico all'interno dell'UE e che non può pregiudicare la politica estera e la rappresentanza presso le istituzioni internazionali degli Stati membri.
- la concorrenza non è più ritenuta un obiettivo fondamentale dell'UE, ma viene citata nel protocollo aggiuntivo n. 25;
- viene introdotta l'energia nella clausola di solidarietà in cui gli Stati membri si impegnano a sostenere gli altri in caso di necessità;
- viene specificata la necessità di combattere i cambiamenti climatici nei provvedimenti a livello internazionale;
- viene introdotta la possibilità di recedere dall'UE (fino ad oggi, infatti, vi si poteva solo aderire).

Curiosità: Valéry Giscard d'Estaing, il presidente della Convenzione europea, ha dichiarato che le differenze tra i testi della Costituzione europea e del Trattato di riforma sono solo "cosmetiche" e che rendono quest'ultimo meno comprensibile rispetto al primo mentre il think tank euro-scettico Open Europe si è spinto fino all'analisi dettagliata, notando che il Trattato di riforma è per il 96% identico alla Costituzione europea.

### La trattativa informale

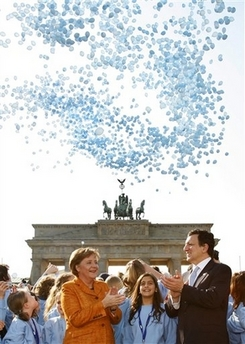
Angela Merkel e José Barroso a Berlino per la celebrazione dei 50 anni dell'Europa unita, in occasione della quale è stata formalizzata la "Dichiarazione di Berlino", frutto di intensi colloqui precedenti che sono stati determinanti per trovare il consenso sul testo del Trattato di Lisbona.

Essenzialmente tre sono stati i Paesi su cui si è trattato più a lungo per un accordo: Polonia, Regno Unito e Francia. I punti controversi sul tavolo negoziale erano i seguenti:
- la Polonia rifiutava il metodo della maggioranza qualificata per le decisioni in seno al Consiglio europeo e chiedeva il ritorno alla ponderazione col metodo della radice quadrata;
- diversi paesi (tra cui soprattutto Regno Unito, Paesi Bassi e Repubblica Ceca) chiedevano di cancellare la figura del ministro degli Esteri europeo mantenendo l'autonomia nazionale in politica estera;
- il Regno Unito si opponeva al valore giuridico della Carta dei diritti fondamentali dell'Unione europea (ottenendo un "opt-out" insieme alla Polonia) e alla superiorità del Diritto europeo in tutti i settori (cosa poi ottenuta dagli europeisti, sebbene derubricata in una dichiarazione contenente un richiamo alla giurisprudenza della Corte di giustizia dell'UE), due cose che avrebbero stravolto l'ordinamento del Common law britannico;
- la Francia chiedeva la soppressione del riferimento a un mercato comune dominato dalla libera concorrenza, per porre freni al liberismo europeo visto con malanimo dai francesi.

I negoziati hanno presto risolto, con diverse concessioni, i nodi britannici mentre la questione polacca si è rivelata quasi insormontabile a causa del deciso rifiuto dei leader Lech e Jarosław Kaczyński di accettare la maggioranza qualificata. Un accordo tra Varsavia e la tedesca Merkel (che prevedeva l'entrata in vigore della maggioranza qualificata solo nel 2014) è stato dapprima accettato e poi respinto dalla Polonia. A questo punto, sotto la pressione dell'Italia che ha guidato una coalizione di paesi europeisti a oltranza, la cancelliera Angela Merkel aveva proposto di indire una nuova Conferenza intergovernativa senza includere la Polonia che, di fatto, sarebbe così rimasta fuori dal nuovo trattato. Ciò ha spaventato il governo polacco che ha infine accettato una proposta di compromesso.

### La Conferenza intergovernativa
Con questo mandato si è aperta a Bruxelles il 24 luglio 2007 la settima Conferenza intergovernativa (CIG) con l'incarico di finalizzare il nuovo trattato: il gruppo di "esperti giuridici" ha raggiunto un accordo sul testo il 2 ottobre 2007. La CIG ha concluso i suoi lavori al Consiglio europeo del 18-19 ottobre 2007, in cui le ulteriori questioni discusse sono state:
- la Polonia insisteva per comprendere la "clausola di Ioannina", meccanismo che permette ai Paesi in minoranza di rinviare le decisioni prese dal Consiglio dell'Unione europea all'interno del Trattato anziché in una dichiarazione separata. Il compromesso trovato è di includerla in un protocollo, dalla maggiore "forza" legale. Infine la clausola potrà essere rimossa dal Consiglio all'unanimità e non da una nuova Conferenza Intergovernativa come chiedeva la Polonia;
- la Polonia ha ottenuto un avvocato generale permanente presso la Corte di giustizia come già avveniva per Germania, Francia, Italia, Regno Unito e Spagna;
- l'Italia si era detta contraria all'approvazione della nuova composizione del Parlamento europeo che deve passare a 751 membri secondo il Trattato. La proposta votata dal Parlamento portava i seggi italiani a 72 contro i 73 del Regno Unito e i 74 della Francia (storicamente tre paesi con lo stesso numero di seggi), utilizzando una formula che teneva conto della popolazione residente anziché dei cittadini come recita il Trattato. Secondo l'Italia la decisione avrebbe potuto essere differita, in quanto non vincolante per l'adozione del Trattato. Il compromesso trovato vede crescere i seggi italiani a 73 e prevede inoltre una nuova redistribuzione dei seggi sempre con il criterio della cittadinanza a partire dalle elezioni europee del 2014;
- la Bulgaria ha ottenuto di poter scrivere il nome della moneta comune in alfabeto cirillico ("евро" invece di "euro").

L'accordo ha posto fine a due anni e mezzo di incertezza istituzionale successiva al blocco dei referendum francese e olandese sulla Costituzione. Il Trattato è stato approvato ufficialmente il 18 ottobre 2007 nel vertice informale di Lisbona che concludeva la CIG ed è stato firmato dai capi di Stato e di Governo il 13 dicembre 2007, sempre a Lisbona.

## L'iter di ratifica

Ordine cronologico di ratifica del Trattato di Lisbona da parte degli Stati membri dell'Unione europea.

### Storia
L'Ungheria è stata la prima nazione a ratificare il Trattato, il 20 dicembre 2007, a soli sette giorni dalla firma dello stesso, mentre l'ultima è stata la Repubblica Ceca il 3 novembre 2009.
Il Trattato è stato ratificato da tutti gli Stati firmatari, esclusivamente per via parlamentare. Vari gruppi euroscettici danesi e britannici, avendo notato che le implicazioni legali del Trattato erano identiche a quelle della bocciata Costituzione europea, hanno chiesto nei primi mesi del 2008 la ratifica attraverso referendum ma non l'hanno ottenuta. Anche i Paesi Bassi, la Repubblica Ceca e la Danimarca hanno deciso di non far svolgere alcuna consultazione popolare: l'obiettivo prioritario era infatti quello di riuscire a far entrare in vigore il Trattato il 1º gennaio 2009 o comunque prima delle elezioni europee del giugno successivo.
Solo l'Irlanda, nel rispetto di una decisione del 1987 della propria Corte suprema, ha dovuto tenere due referendum sulla modifica costituzionale da parte del Parlamento che deve obbligatoriamente precedere la ratifica di trattati internazionali che potrebbero essere in conflitto con la sua Costituzione.
La vittoria del 'no' al referendum irlandese del 2008 ha causato una battuta d'arresto dell'entrata in vigore del Trattato, ma non una sua messa da parte: subito dopo, infatti, sia la Commissione europea che i responsabili dei maggiori governi continentali (Spagna, Polonia, Svezia, Germania e Francia, Regno Unito, Cipro, Italia, Slovacchia e Ungheria, Danimarca e Paesi Bassi), con l'unica eccezione del Portogallo che, pur avendo già ratificato, non si era voluto sbilanciare, avevano dichiarato che il processo di ratifica doveva comunque proseguire mentre solo la Repubblica Ceca aveva affermato invece di volerlo fermare. Si è quindi deciso di seguire lo schema del 2001, quando un'iniziale bocciatura del Trattato di Nizza, sempre in Irlanda, fu poi trasformata in promozione con un secondo referendum.
| Stato membro | 2007 | 2009 | Lisb. |
| ------------ | ---- | ---- | ----- |
| Germania     | 99   | 99   | 96    |
| Francia      | 78   | 72   | 74    |
| Italia       | 78   | 72   | 73    |
| Regno Unito  | 78   | 72   | 73    |
| Spagna       | 54   | 50   | 54    |
| Polonia      | 54   | 50   | 51    |
| Romania      | 35   | 33   | 33    |
| Paesi Bassi  | 27   | 25   | 26    |
| Belgio       | 24   | 22   | 22    |
| Grecia       | 24   | 22   | 22    |
| Portogallo   | 24   | 22   | 22    |
| Rep. Ceca    | 24   | 22   | 22    |
| Ungheria     | 24   | 22   | 22    |
| Svezia       | 19   | 18   | 20    |
| Austria      | 18   | 17   | 19    |
| Bulgaria     | 18   | 17   | 18    |
| Danimarca    | 14   | 13   | 13    |
| Finlandia    | 14   | 13   | 13    |
| Slovacchia   | 14   | 13   | 13    |
| Irlanda      | 13   | 12   | 12    |
| Lituania     | 13   | 12   | 12    |
| Lettonia     | 9    | 8    | 9     |
| Slovenia     | 7    | 7    | 8     |
| Cipro        | 6    | 6    | 6     |
| Estonia      | 6    | 6    | 6     |
| Lussemburgo  | 6    | 6    | 6     |
| Malta        | 5    | 5    | 6     |
| Totale:      | 785  | 736  | 751   |

Il Consiglio europeo del 19-20 giugno 2008 ha sostanzialmente adottato questa linea, rimandando la decisione finale alla riunione del 15 ottobre 2008 (appuntamento poi posticipato a dicembre 2008 su richiesta dell'Irlanda stessa) sotto presidenza francese. Nelle conclusioni i capi di Stato e di Governo hanno dichiarato:
(Conclusioni della Presidenza, Consiglio europeo del 19-20 giugno 2008)
In sostanza, da una parte si è dato tempo all'Irlanda di elaborare un piano su come uscire dall'impasse e dall'altra si sono invitati i Paesi che non l'avevano ancora fatto a ratificare al più presto il Trattato.
Nel Consiglio europeo dell'11-12 dicembre 2008, l'Irlanda si è impegnata a organizzare un secondo referendum prima dell'entrata in funzione della nuova Commissione europea. L'Irlanda ha visto riconoscersi diverse richieste:
- il mantenimento di un commissario per Stato;
- la salvaguardia dei poteri nazionali nel campo della politica fiscale;
- la rassicurazione sulla tradizionale neutralità della nazione;
- la non ingerenza nelle materie del diritto alla vita, dell'educazione e della famiglia a causa dei vincoli giuridici causati dall'entrata in vigore della Carta dei diritti fondamentali dell'Unione europea.

Sulla base di tali rassicurazioni, il referendum del 2009 ha avuto esito favorevole.
Si è poi deciso di adottare delle misure transitorie sul Parlamento europeo e sul regime della presidenza del Consiglio europeo. Nello specifico:
- i membri del Parlamento europeo saranno aumentati dai 736 stabiliti a partire dal 2009 dal Trattato di Nizza ai 751 previsti dalla decisione collegata al Trattato di Lisbona, con l'obiettivo che tale modifica avvenga nel corso del 2010;
- la Presidenza semestrale attiva quando il Trattato entrerà in vigore continuerà a vivere e passerà la mano alla Presidenza eletta solamente al termine del suo mandato.

Lo slittamento dell'entrata in vigore del Trattato ha portato notevoli problemi da risolvere, in quanto tutta l'agenda del 2009 era stata impostata pensando alle nuove regole. Il Trattato di Nizza infatti prevedeva in particolare che la Commissione europea successiva al raggiungimento del 27º Stato (ossia quella poi eletta nel settembre 2009) avrebbe dovuto essere ridimensionata, pur non specificando come. Il Trattato di Lisbona invece stabilisce in tal ambito regole molto precise a partire dal 2014.
La vittoria del 'sì' nel secondo referendum irlandese ha poi, di fatto, sbloccato anche le ratifiche di Polonia e Repubblica Ceca.
Nel Consiglio europeo del 29-30 ottobre 2009 si è poi presa la decisione di concedere a quest'ultima nazione l'opt-out sulla Carta dei diritti fondamentali dell'Unione europea, condizione posta in cambio della propria firma al Trattato di Lisbona dal presidente Václav Klaus che aveva paventato il rischio che l'adozione della Carta nel proprio Paese avrebbe potuto ingenerare tutta una serie di nuovi ricorsi per l'indennizzo di tre milioni di tedeschi espulsi dai Sudeti con il decreto Beneš dopo la seconda guerra mondiale.

### Dati di ratifica
Nella tabella qui sotto sono riportati i dati riguardanti l'iter di ratifica del Trattato di Lisbona che modifica il trattato sull'Unione europea e il trattato che istituisce la Comunità europea. La lista qui sotto è ordinata in base alla data di deposito degli strumenti di ratifica. Se la data di deposito coincide la lista è ordinata in base alla data di approvazione parlamentare.
| Firmatario  | Data       | Istituzione | Risultato | Deposito   |
| ----------- | ---------- | --- | --- | ---------- |
| Ungheria    | 17/12/2007 | Approvata dall'Országgyűlés (Assemblea nazionale di Ungheria)                                                              | 325 si, 14 astenuti e 5 no                                                                                            | 6/2/2008   |
| Ungheria    | 20/12/2007 | Promulgata dal presidente della Repubblica László Sólyom                                                                   | | 6/2/2008   |
| Malta       | 29/1/2008  | Approvata dalla Kamra tad-Deputati (Camera dei deputati)                                                                   | all'unanimità | 6/2/2008   |
| Francia     | 7/2/2008   | Approvata dall'Assemblée nationale (Assemblea nazionale)                                                                   | 336 si, 22 astenuti e 52 no                                                                                           | 14/2/2008  |
| Francia     | 7/2/2008   | Approvata dal Sénat (Senato)                                                                                               | 265 si, 13 astenuti e 42 no                                                                                           | 14/2/2008  |
| Francia     | 13/2/2008  | Promulgata dal presidente della Repubblica Nicolas Sarkozy                                                                 | | 14/2/2008  |
| Romania     | 4/2/2008   | Approvata dal Parlamentul României (Parlamento romeno) in seduta comune                                                    | 387 si, 1 astenuto e 1 no                                                                                             | 11/3/2008  |
| Romania     | 6/2/2008   | Promulgata dal presidente della Repubblica Traian Băsescu                                                                  | | 11/3/2008  |
| Slovenia    | 29/1/2008  | Approvata dal Državni zbor (Assemblea nazionale)                                                                           | 74 si e 6 no | 24/4/2008  |
| Slovenia    | 7/2/2008   | Promulgata dal presidente della Repubblica Danilo Türk                                                                     | | 24/4/2008  |
| Bulgaria    | 21/3/2008  | Approvata dal Narodno sabranie (Assemblea nazionale della Bulgaria)                                                        | 195 si, 1 astenuto e 15 no                                                                                            | 28/4/2008  |
| Bulgaria    | 4/4/2008   | Promulgata dal presidente della Repubblica Georgi Părvanov                                                                 | | 28/4/2008  |
| Austria     | 9/4/2008   | Approvata dal Nationalrat (Consiglio nazionale)                                                                            | 151 si, 5 astenuti e 27 no                                                                                            | 13/5/2008  |
| Austria     | 24/4/2008  | Approvata dal Bundesrat (Austria) (Consiglio Federale)                                                                     | 58 si e 4 no | 13/5/2008  |
| Austria     | 28/4/2008  | Promulgata presidente federale Heinz Fischer                                                                               | | 13/5/2008  |
| Danimarca   | 24/4/2008  | Approvata dal Folketinget (Parlamento)                                                                                     | 90 si e 25 no | 29/5/2008  |
| Danimarca   | 30/4/2008  | Promulgata dalla regina Margherita II di Danimarca                                                                         | | 29/5/2008  |
| Lettonia    | 8/5/2008   | Approvata dal Saeima (Parlamento)                                                                                          | 70 si, 1 astenuto e 5 no                                                                                              | 16/6/2008  |
| Lettonia    | 28/5/2008  | Promulgata dal presidente della Repubblica Valdis Zatlers                                                                  | | 16/6/2008  |
| Portogallo  | 23/4/2008  | Approvata dall'Assemblea da república (Assemblea della Repubblica)                                                         | 208 si e 22 no | 17/6/2008  |
| Portogallo  | 9/5/2008   | Promulgata dal Presidente della Repubblica Aníbal Cavaco Silva                                                             | | 17/6/2008  |
| Slovacchia  | 10/4/2008  | Approvata dal Národná rada Slovenskej republiky (Consiglio nazionale della Repubblica Slovacca)                            | 103 si, 1 astenuto e 5 no                                                                                             | 24/6/2008  |
| Slovacchia  | 12/5/2008  | Promulgata dal presidente della Repubblica Ivan Gašparovič                                                                 | | 24/6/2008  |
| Regno Unito | 11/3/2008  | Approvata dalla House of Commons (Camera dei comuni)                                                                       | 346 si, 81 astenuti e 206 no                                                                                          | 16/7/2008  |
| Regno Unito | 18/6/2008  | Approvata dalla House of Lords (Camera dei lord)                                                                           | senza divisione dell'aula                                                                                             | 16/7/2008  |
| Regno Unito | 19/6/2008  | Promulgata dalla regina Elisabetta II                                                                                      | | 16/7/2008  |
| Lussemburgo | 29/5/2008  | Approvata dalla D'Chamber/Chambre des Députés/Abgeordnetenkammer (Camera dei Deputati)                                     | 47 si, 3 astenuti e 1 no                                                                                              | 21/7/2008  |
| Lussemburgo | 3/7/2008   | Promulgata dal granduca Enrico di Lussemburgo                                                                              | | 21/7/2008  |
| Italia      | 23/7/2008  | Approvata dal Senato della Repubblica                                                                                      | all'unanimità | 8/8/2008   |
| Italia      | 31/7/2008  | Approvata dalla Camera dei deputati                                                                                        | all'unanimità | 8/8/2008   |
| Italia      | 2/8/2008   | Promulgata dal presidente della Repubblica Giorgio Napolitano                                                              | | 8/8/2008   |
| Grecia      | 11/6/2008  | Approvata dal Vouli ton Ellinon (Parlamento Ellenico)                                                                      | 250 si, 8 astenuti e 9 no                                                                                             | 12/8/2008  |
| Lituania    | 8/5/2008   | Approvata dal Seimas (Parlamento)                                                                                          | 83 si, 23 astenuti e 5 no                                                                                             | 26/8/2008  |
| Lituania    | 14/5/2008  | Promulgata dal presidente della Repubblica Valdas Adamkus                                                                  | | 26/8/2008  |
| Cipro       | 3/7/2008   | Approvata dal Vouli ton Antiprosópon/Temsilciler Meclisi (Camera dei Rappresentanti)                                       | 31 si, 1 astenuto e 17 no                                                                                             | 26/8/2008  |
| Cipro       | 19/7/2008  | Promulgata dal presidente della Repubblica Dimitris Christofias                                                            | | 26/8/2008  |
| Paesi Bassi | 5/6/2008   | Approvata dalla Tweede der Staten-Generaal (Camera dei rappresentanti dei Paesi Bassi)                                     | 111 si, nessun astenuto e 39 no                                                                                       | 11/9/2008  |
| Paesi Bassi | 8/7/2008   | Approvata dall’ Eerste Kamer der Staten-Generaal (Senato dei Paesi Bassi)                                                  | 60 si e 15 no | 11/9/2008  |
| Paesi Bassi | 10/7/2008  | Promulgata dalla regina Beatrice dei Paesi Bassi                                                                           | | 11/9/2008  |
| Estonia     | 11/6/2008  | Approvata dal Riigikogu (Assemblea dello Stato)                                                                            | 91 si, 9 astenuti e 1 no                                                                                              | 23/9/2008  |
| Estonia     | 19/6/2008  | Promulgata dal presidente della Repubblica Toomas Hendrik Ilves                                                            | | 23/9/2008  |
| Finlandia   | 11/6/2008  | Approvata dall'Eduskunta/Riksdag (Parlamento finlandese)                                                                   | 151 si, 21 astenuti e 27 no                                                                                           | 30/9/2008  |
| Finlandia   | 12/9/2008  | Promulgata dal presidente della Repubblica Tarja Halonen                                                                   | | 30/9/2008  |
| Spagna      | 26/6/2008  | Approvata dal Congreso de los Diputados de España (Congresso dei Deputati)                                                 | 322 si, 2 astenuti e 6 no                                                                                             | 8/10/2008  |
| Spagna      | 15/7/2008  | Approvata dal Senado de España (Senato di Spagna)                                                                          | 232 si, 2 astenuti e 6 no                                                                                             | 8/10/2008  |
| Spagna      | 30/7/2008  | Promulgata dal re Juan Carlos I                                                                                            | | 8/10/2008  |
| Belgio      | 6/3/2008   | Approvata dal Senaat/le Sénat/der Senat (Senato del Belgio)                                                                | 48 si, 1 astenuto e 8 no                                                                                              | 15/10/2008 |
| Belgio      | 10/4/2008  | Approvata dalla Chambre des représentants/Kamer van volksvertegenwoordigers/Abgeordnetenkammer (Camera dei rappresentanti) | 116 si, 7 astenuti e 18 no                                                                                            | 15/10/2008 |
| Belgio      | 14/5/2008  | Approvata dal Conseil régional wallon (Consiglio regionale vallone)                                                        | 56 si, 4 astenuti e 2 no (per la competenza regionale); 53 si, 2 astenuti e 3 no (per la competenza della comunità)   | 15/10/2008 |
| Belgio      | 19/5/2008  | Approvata dal Parlament der Deutschsprachigen Gemeinschaft (Parlamento della comunità germanofona)                         | 22 si, 1 astenuto e 2 no                                                                                              | 15/10/2008 |
| Belgio      | 20/5/2008  | Approvata dal Parlement de la Communauté française (Parlamento della comunità francofona)                                  | 67 si e 3 astenuti | 15/10/2008 |
| Belgio      | 19/6/2008  | Promulgata dal re Alberto II dei Belgi                                                                                     | | 15/10/2008 |
| Belgio      | 27/6/2008  | Approvata dal Parlement Bruxellois/Brussels Hoofdstedelijk Parlement (Parlamento di Bruxelles)                             | 65 favorevoli, nessun astenuto e 10 contrari.                                                                         | 15/10/2008 |
| Belgio      | 10/7/2008  | Approvata dal Vlaamse Raad (Parlamento fiammingo)                                                                          | 76 si, 21 astenuti e 2 no (per la competenza regionale); 78 si, 22 astenuti e 3 no (per la competenza della comunità) | 15/10/2008 |
| Svezia      | 20/11/2008 | Approvata dal Riksdag (Parlamento)                                                                                         | 243 si, 13 astenuti e 39 no                                                                                           | 10/12/2008 |
| Germania    | 24/4/2008  | Approvata dal Bundestag (Dieta federale)                                                                                   | 515 si, 1 astenuto e 58 no                                                                                            | 25/11/2009 |
| Germania    | 23/5/2008  | Approvata dal Bundesrat (Consiglio federale)                                                                               | 65 si e 4 astenuti | 25/11/2009 |
| Germania    | 25/9/2009  | Promulgata dal Presidente federale Horst Köhler                                                                            | | 25/11/2009 |
| Polonia     | 1/4/2008   | Approvata dalla Sejm Rzeczypospolitej Polskiej (Camera dei deputati della Polonia)                                         | 384 si, 12 astenuti e 56 no                                                                                           | 12/10/2009 |
| Polonia     | 2/4/2008   | Approvata dal Senat Rzeczypospolitej Polskiej (Senato della Polonia)                                                       | 74 si, 6 astenuti e 17 no                                                                                             | 12/10/2009 |
| Polonia     | 10/10/2009 | Promulgata dal presidente della Repubblica Lech Kaczyński                                                                  | | 12/10/2009 |
| Irlanda     | 12/6/2008  | Respinta dal primo referendum                                                                                              | 53,4% no e 46,6% si                                                                                                   | 23/10/2009 |
| Irlanda     | 2/10/2009  | Approvata dal secondo referendum                                                                                           | 67,1% si e 32,9% no                                                                                                   | 23/10/2009 |
| Irlanda     | 21/10/2009 | Approvata dal Dáil Éireann (Camera dei rappresentanti)                                                                     | [ 72 ] | 23/10/2009 |
| Irlanda     | 22/10/2009 | Approvata dal Seanad Éireann (Senato)                                                                                      | [ 73 ] | 23/10/2009 |
| Irlanda     | 23/10/2009 | Promulgata dal presidente della Repubblica Mary McAleese                                                                   | | 23/10/2009 |
| Rep. Ceca   | 18/2/2009  | Approvata dalla Poslanecká sněmovna Parlamentu České republiky (Camera dei deputati del Parlamento della Repubblica Ceca)  | 125 si, 11 astenuti e 61 no                                                                                           | 13/11/2009 |
| Rep. Ceca   | 6/5/2009   | Approvata dal Senát Parlamentu České republiky (Senato del Parlamento della Repubblica Ceca)                               | 54 si, 5 astenuti e 20 no                                                                                             | 13/11/2009 |
| Rep. Ceca   | 3/11/2009  | Promulgata dal presidente della Repubblica Václav Klaus                                                                    | | 13/11/2009 |

### Singole questioni nazionali

#### Francia
Il 20 dicembre 2007 il Consiglio costituzionale ha ritenuto parzialmente incompatibili con la Costituzione francese alcune disposizioni del Trattato di Lisbona e quindi, prima di inoltrarsi nella ratifica formale del testo, si è provveduto a modificare la Costituzione stessa. Il relativo progetto di riforma costituzionale è stato approvato dall'Assemblea nazionale il 16 gennaio 2008, dal Senato il 29 gennaio 2008 e dal Congresso (formato dall'Assemblea nazionale e dal Senato riuniti in seduta comune) il 4 febbraio 2008. La legge di revisione costituzionale è stata poi pubblicata nel Journal officiel il 5 febbraio 2008, giorno a partire dal quale la Francia ha potuto così procedere alla ratifica del Trattato.

#### Germania
In Germania la promulgazione da parte del presidente della Repubblica Horst Köhler della legge di ratifica del Trattato di Lisbona è stata sospesa a lungo in attesa dell'approvazione definitiva (avvenuta il 23 settembre 2009) di quattro leggi di accompagnamento nelle quali, a garanzia della conformità alla Costituzione tedesca delle future decisioni di Bruxelles, sono enunciati espressamente i diritti di co-decisione del Parlamento federale e con le quali quest'ultimo acquisisce di fatto un potere di verifica delle norme varate dalla Commissione europea. Tali leggi erano state richieste dalla Corte costituzionale federale di Karlsruhe con il suo pronunciamento favorevole in merito alla compatibilità del Trattato con la Legge fondamentale (Costituzione tedesca), pronunciamento che si era reso necessario in seguito a un ricorso in tal senso presentato dal parlamentare cristiano-sociale bavarese Peter Gauweiler e da altri 53 membri del Bundestag appartenenti alla Die Linke di Oskar Lafontaine. L'udienza in Corte costituzionale si era svolta il 10 e 11 febbraio 2009 ma la sentenza è stata emessa il 30 giugno 2009.

#### Irlanda
Dal 1987 in avanti, dopo una decisione in merito da parte della Corte suprema, la ratifica di trattati internazionali che potrebbero essere in conflitto con la Costituzione irlandese deve essere preceduta da un'apposita revisione di quest'ultima da parte delle Camere, modifica costituzionale che, al pari di tutte le altre, deve essere poi confermata da un referendum nazionale. Così il 12 giugno 2008 l'Irlanda è stato l'unico Paese dell'Unione europea a indire una consultazione referendaria. Tutti i membri dei tre partiti di governo nell'Oireachtas hanno sostenuto il 'sì'; identica cosa hanno fatto tutti i partiti di opposizione nel Parlamento, con l'eccezione del Sinn Féin. I Verdi, pur essendo un partito di governo, non hanno preso ufficialmente posizione non riuscendo a raggiungere una maggioranza dei due terzi (in uno o nell'altro senso) nel proprio congresso del gennaio 2008 e hanno dunque lasciato i propri iscritti liberi di decidere autonomamente. La maggior parte dei sindacati e delle organizzazioni irlandesi di categoria hanno sostenuto il 'sì' mentre hanno appoggiato il 'no' il partito euroscettico Libertas, il gruppo "L'Alleanza della gente prima del profitto" e alcuni gruppi minori di ispirazione marxista. Inoltre il "Partito indipendentista dal Regno Unito" ha incoraggiato i propri simpatizzanti ad andare in Irlanda fare campagna per il 'no'. Il referendum del 2008 ha visto prevalere i 'no' col 53,4% dei voti (862 415 elettori), contro il 46,6% del 'sì' (752 451 elettori). L'affluenza è stata di poco superiore al 50% degli aventi diritto.
A seguito di questo risultato, l'Irlanda si è incamminata verso una seconda consultazione referendaria). Il 27 novembre 2008 una sub-commissione del Parlamento irlandese aveva infatti stabilito formalmente che "non ci sono ostacoli giuridici al fatto che in Irlanda si svolga un secondo referendum sul Trattato di Lisbona". Alla vigilia dell'appuntamento, Brian Cowen si dichiarava fiducioso sull'esito del nuovo voto dopo le concessioni avute nel Consiglio europeo dell'11-12 dicembre 2008 (confortato in questo anche dai sondaggi pre-elettorali che indicavano come il deterioramento della situazione economica avesse fatto sostanzialmente cambiare idea agli irlandesi) mentre le principali forze politiche che sostennero il 'no' durante la prima consultazione ribadivano la loro opposizione anche per il secondo referendum. Il referendum del 2009 ha poi visto la prevalenza dei sì col 67,1%, confermando così la modifica costituzionale introdotta il 9 luglio 2009 e dando quindi il via libera definitivo all'approvazione parlamentare del Trattato e al deposito degli strumenti di ratifica presso il Ministero degli Affari Esteri del Governo di Roma.

#### Italia
In Italia, a causa delle elezioni politiche anticipate e della volontà di alcuni gruppi parlamentari di non procedere alla ratifica a camere sciolte, nonostante un appello informale in questo senso fosse stato fatto dal presidente della Repubblica Giorgio Napolitano, il disegno di legge presentato dal Governo Prodi II non fu votato. Il nuovo Governo Berlusconi IV ha dovuto quindi ripresentare un disegno di legge per procedere alla ratifica. Tale disegno di legge è stato in seguito approvato definitivamente dal Parlamento il 31 luglio 2008, promulgato dal presidente della Repubblica il 2 agosto 2008 e pubblicato nella Gazzetta Ufficiale della Repubblica Italiana - Serie Generale n. 185 dell'8 agosto 2008 (Supplemento Ordinario n. 188). Ne è poi scaturito un aggiornamento della più recente legislazione nazionale in materia unionale europea, frutto della
sedimentazione delle leggi “La Pergola”, “Buttiglione”
e “Moavero Milanesi”: «la legge 24 dicembre 2012, n. 234 contempla una panoplia di informative e consultazioni del Governo nei confronti del Parlamento, per garantire la partecipazione delle assemblee rappresentative al processo decisionale dell’Unione europea».

#### Polonia
La procedura approvativa in Polonia è stata ferma per un anno e mezzo in quanto si attendeva la firma presidenziale (il cosiddetto "atto di ratifica"). Il presidente della Repubblica polacca Lech Kaczyński aveva immediatamente promulgato la legge che, ai sensi dell'articolo 90 comma 4 della Costituzione polacca, gli permetteva di siglare il Trattato di Lisbona ma si era astenuto invece dal procedere con l'atto di ratifica per parecchio tempo. Lech Kaczyński aveva a tal proposito rilasciato numerose dichiarazioni, correggendo più volte il tiro e subendo pressioni soprattutto dal capo di Stato francese Nicolas Sarkozy (presidente di turno del Consiglio europeo durante il secondo semestre 2008) al fine di rispettare gli impegni presi. Nella sua ultima uscita aveva affermato che avrebbe concesso la sua firma quando anche l'Irlanda fosse stata pronta a ratificare (come in effetti è poi avvenuto). Tale comportamento sembrava più che altro una manovra di politica interna legata alla sua contrapposizione con il primo ministro Donald Tusk in merito alla questione dello scudo spaziale USA da ospitare nel Paese.

#### Regno Unito
Il conservatore ed euro-scettico Stuart Wheeler ha presentato un ricorso presso l'Alta Corte di Londra volto ad ottenere la convocazione di un referendum preventivo riguardo alla ratifica del Trattato di Lisbona, ma il 25 giugno 2008 l'Alta Corte ha respinto la richiesta.

#### Repubblica Ceca
Il presidente della Repubblica Ceca Václav Klaus è stato un serio ostacolo alla ratifica del Trattato poiché è un fervente euro-scettico e ne ha chiesto subito l'abbandono (definendolo "morto") dopo la vittoria del 'no' nel primo referendum irlandese (unico capo di Stato dei Paesi UE ad agire in tal modo). Poche settimane più avanti, il 24 luglio 2008, ha però ammorbidito tale posizione affermando che non avrebbe firmato il Trattato se l'Irlanda non l'avesse ratificato prima.
Quattro mesi dopo questa dichiarazione, il 26 novembre 2008, la Corte costituzionale ceca ha sentenziato che "il Trattato di Lisbona dell'UE non viola la Costituzione nazionale", aprendo così la strada alla sua ratifica parlamentare dopo mezzo anno di blocco. La richiesta di una verifica della costituzionalità del Trattato era partita dal Senato ceco, probabilmente al fine di acquietare i timori dei partiti più piccoli rappresentati in Parlamento. La Camera e il Senato hanno iniziato l'esame del trattato rispettivamente il 9 e il 10 dicembre 2008, ma entrambi i rami del Parlamento hanno deciso di rinviare il voto a febbraio 2009 per pronunciarsi preventivamente sull'accordo con gli USA per la realizzazione di una base radar e per dare il tempo ai due maggiori partiti di negoziare una tregua in vista del semestre di presidenza UE del 2009. Il 18 febbraio 2009 la Camera ha quindi approvato la ratifica mentre il Senato ha licenziato definitivamente il Trattato solo il 6 maggio 2009 in quanto ha deciso di procrastinare ulteriormente la votazione sul testo, questo sia a causa di una intervenuta crisi di Governo che al fine di dare prima il via libera all'inserimento nel regolamento di entrambi i rami del Parlamento del cosiddetto "istituto del mandato vincolato". Secondo tale mandato, in futuro ogni trasferimento di competenza dal piano nazionale a quello comunitario dovrà essere preventivamente approvato da entrambe le Camere e non potrà dunque più bastare il solo assenso governativo.
Successivamente all'approvazione del Trattato da parte del Parlamento, Klaus ha continuato la sua politica oltranzista presentando attraverso un gruppo di senatori del suo partito un nuovo ricorso alla Corte costituzionale con l'obiettivo non dichiarato di prendere tempo per offrire la sponda al leader del Partito Conservatore britannico David Cameron, candidato favorito alle elezioni generali britanniche che si sarebbero tenute nella primavera del 2010. Cameron aveva infatti più volte fatto sapere in quel periodo che, se si fosse arrivati a tale data senza il Trattato in vigore, avrebbe promosso un referendum su di esso, nel quale la vittoria dei 'no' sarebbe stata estremamente probabile. In seguito alla sopravvenuta ratifica dell'Irlanda e alle conseguenti forti pressioni di "Bruxelles" su Klaus per convincerlo a promulgare il Trattato (pressioni volte a scongiurare l'ipotesi di cui sopra), e considerando scontato il rigetto della sua istanza presso l'Alta Corte, il presidente ceco ha invece iniziato a negoziare la propria firma con l'UE, ottenendo in questo modo un opt-out sulla Carta dei diritti fondamentali dell'Unione europea nel Consiglio europeo di fine ottobre 2009. Questa concessione, assieme al pronunciamento della Corte costituzionale che il 3 novembre 2009 ha ribadito per la seconda volta che il Trattato di Lisbona è conforme alla Costituzione della Repubblica Ceca (sentenza immediatamente seguita dalle rivelazioni del quotidiano britannico Times secondo le quali David Cameron ha rinunciato ufficialmente alla possibilità di tenere il referendum sul Trattato non appena insediato come Primo Ministro), ha definitivamente convinto Klaus che, poche ore dopo il verdetto della Corte di Brno, ha così promulgato la ratifica del Trattato. Gli strumenti di ratifica sono stati poi depositati presso il Governo italiano il 13 novembre 2009.

## Voti consultivi

### Considerazioni generali
Oltre agli Stati membri dell'Unione europea, sono stati chiamati a votare sul Trattato di Lisbona anche il Parlamento europeo e le Isole Åland.
Il pronunciamento favorevole del Parlamento europeo, pur essendo stato puramente consultivo e quindi non indispensabile per l'entrata in vigore, ha avuto tuttavia una forte valenza politica come influente segnale istituzionale di condivisione del Trattato.
Riguardo alle Isole Åland invece, un'eventuale loro bocciatura avrebbe provocato la mancata applicazione del Trattato in detto territorio ma non avrebbe ugualmente interessato il processo di ratifica generale.

### Tabella cronologica dei voti consultivi
| Territorio     | Data             | Istituzione e risultato                                                                                      | Rif.    |
| -------------- | ---------------- | --- | ------- |
| Unione europea | 20 febbraio 2008 | Approvato dal Parlamento europeo: 525 favorevoli, 29 astenuti e 115 contrari.                                | [ 107 ] |
| Isole Åland    | 25 novembre 2009 | Approvato dal Parlamento delle Isole Åland (Lagting/Lagtinget): 24 favorevoli, nessun astenuto e 6 contrari. | [ 109 ] |